# Conway (Carolina del Sud)
Conway és una població dels Estats Units a l'estat de Carolina del Sud. Segons el cens del 2009 tenia 30.210 habitants.

## Demografia
Segons el cens del 2000, Conway tenia 11.788 habitants, 4.259 habitatges i 2.942 famílies. La densitat de població era de 358,1 habitants/km².
Dels 4.259 habitatges en un 32,8% hi vivien nens de menys de 18 anys, en un 42,3% hi vivien parelles casades, en un 23,3% dones solteres, i en un 30,9% no eren unitats familiars. En el 26,7% dels habitatges hi vivien persones soles el 9,9% de les quals corresponia a persones de 65 anys o més que vivien soles. El nombre mitjà de persones vivint en cada habitatge era de 2,52 i el nombre mitjà de persones que vivien en cada família era de 3,02.
Per edats la població es repartia de la següent manera: un 25,1% tenia menys de 18 anys, un 15,8% entre 18 i 24, un 25,3% entre 25 i 44, un 20,2% de 45 a 60 i un 13,6% 65 anys o més.
L'edat mediana era de 33 anys. Per cada 100 dones de 18 o més anys hi havia 75 homes.
La renda mediana per habitatge era de 32.155$ i la renda mediana per família de 39.189$. Els homes tenien una renda mediana de 26.720$ mentre que les dones 21.310$. La renda per capita de la població era de 16.611$. Entorn del 15,9% de les famílies i el 20,2% de la població estaven per davall del llindar de pobresa.

## Poblacions més properes
El següent diagrama mostra les poblacions més properes.